# 班庫馬納

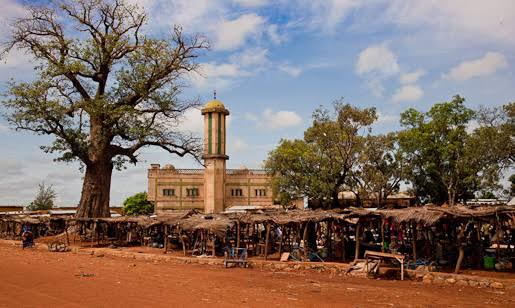
班庫馬納

班庫馬納（法語：Bancoumana），是馬里的城鎮，位於該國西南部，由庫利科羅區的卡蒂省負責管轄，處於巴馬科西南面60公里的尼日爾河左岸，海拔高度345米，2009年人口21,714。